# Anna Karsten
Anna Karsten (sinh ngày 30 tháng 8 năm 1988 tại Warsaw) là một blogger du lịch, một người thích đi du lịch và là một người nổi tiếng trên mạng xã hội. New York Times, Forbes, CNN, National Geographic và Travel Channel đều từng đăng các bài viết và tác phẩm nhiếp ảnh của Anna Karsten.

## Tuổi trẻ
Anna Karsten có tên khai sinh là Anna Lysakowska. Cô lớn lên ở Warsaw, Ba Lan. Anna Karsten bắt đầu sự nghiệp truyền thông với công việc dẫn chương trình truyền hình nhí. Khi lên 7, cô đồng dẫn một số tập của các chương trình trẻ em được yêu thích trên TVP2 và Polsat.

## Giáo dục
Năm 2009, Anna Karsten tốt nghiệp loại xuất sắc Cử nhân Nghệ thuật tại Đại học Nicolaus Copernicus ở Toruń. Sau đó, cô chuyển đến London để theo học tại Đại học-Cao đẳng London và lên kế hoạch xây dựng sự nghiệp du lịch và truyền thông.
Trong quá trình học sau đại học tại Đại học Leiden vào năm 2014, Anna Karsten ra mắt bài nghiên cứu của mình về nạn phá thai ở Mexico (978-3659527661).

## Sự nghiệp du lịch
Tính từ năm 2007 đến nay, Anna Karsten đã đi đến hơn 80 quốc gia và sống ở 4 lục địa. Năm 2013, cô ra mắt blog du lịch Anna Everywhere để ghi lại những hành trình của mình trên khắp thế giới. Cô cũng nổi tiếng với những bức ảnh tự chụp trên Instagram.
Anna Karsten đã xuất hiện trên truyền hình và radio ở nhiều quốc gia khác nhau bao gồm TVN24, Azteca, Chương trình phát thanh Polskie số 4. Cô cũng đóng chính trong một quảng cáo.
Ở vai trò diễn giả, Anna Karsten đã tham dự các chương trình Travel Industry Exchange, Traverse và Travelcon.
Cô đã được giới thiệu, trích dẫn hoặc viết về trên hàng chục ấn phẩm bao gồm New York Times, The Huffington Post, The Telegraph, Forbes, Matador Network, News.com.au, tạp chí trên chuyến bay của EasyJet, tạp chí trên chuyến bay của Brussels Airlines, tạp chí Grazia, Orbitz, TripAdvisor, Gazeta Wyborcza và BuzzFeed.
Anna Karsten cũng được tạp chí National Geographic Traveller chọn là blogger du lịch nổi tiếng nhất Ba Lan trên Instagram.

## Đời tư
Năm 2015, Anna Karsten quen người chồng hiện tại của cô là Matthew Karsten tại một hội nghị viết blog du lịch ở Florida. Họ kết hôn tại Las Vegas vào năm 2017.